# トレント・オデイ
トレント・オデイ（英語: Trent O'Dea、1994年5月11日 - ）は、オーストラリアの男子バレーボール選手である。

## 来歴
キャンベラ出身。
新しい学校でバレーボールをしてみようと思ったのがきっかけで12歳からバレーボールを始めた。
高校卒業後は趣味としてクラブチームでプレーしていたが、2014年にトライアウトを経てオーストラリア代表に選出された。同年、スウェーデンリーグでプロデビュー。
2023年、V.LEAGUE DIVISION1 MEN（V1男子）に所属するVC長野トライデンツに入団した。
2025年4月、2024-25シーズン限りでの契約満了が発表された。

## 球歴
- オーストラリア代表
  - 世界選手権 - 2018年
  - ネーションズリーグ - 2018年、2019年、2021年、2022年
  - アジア選手権 - 2017年、2019年、2021年
  - AVCカップ - 2014年 (en) 、2016年 (en) 
  - ワールドカップ - 2019年
  - ワールドリーグ - 2017年

## 所属チーム
- Linköping VC（2014-2015年）
- Team Lakkapää (fi) （2015-2016年）
- Örkelljunga VK（2016-2017年）
- Raision Loimu (fi) （2017-2018年）
- VK ČEZ Karlovarsko (pl) （2018-2019年）
- Raision Loimu（2019-2020年）
- Delta Volley Porto Viro (it) （2021-2022年）
- Hyderabad Black Hawks (en) （2022-2023年）
- VC長野トライデンツ（2023-2025年）

## 表彰
- 2017年 - 2016/17 スウェーデンリーグ ベストミドルブロッカー
- 2018年 - 2017/18 フィンランドリーグ ベストスパイカー
- 2020年 - 2019/20 フィンランドリーグ ベストスパイカー・ベストミドルブロッカー